# Tollwitz-Dürrenberger Eisenbahn
| Tunnelportal |                  |                                |                                |
| Streckenlänge: | 4,39 km          |                                |                                |
| Spurweite: | 585 mm / 1435 mm |                                |                                |
| Stromsystem: | 500 V =          |                                |                                |
| |                  |                                |                                |
| \| \| \| Ascheplatz \| \| \| \| \| vom Bahnhof Bad Dürrenberg \| \| \| \| \| Saline \| \| \| \| \| Tunnel \| 177 m \| \| \| \| Umspannbahnhof und Lokschuppen \| \| \| \| \| Kohlenschacht Nr. 7 \| \| |                  |                                |                                |
| Quellen: |                  |                                |                                |
| Betriebsstelle Streckenanfang (Strecke außer Betrieb) |                  | Ascheplatz                     | Ascheplatz                     |
| Brücke (Strecke außer Betrieb) · Strecke von links (außer Betrieb) |                  | vom Bahnhof Bad Dürrenberg     | vom Bahnhof Bad Dürrenberg     |
| Dienststation / Betriebs- oder Güterbahnhof (Strecke außer Betrieb) · Betriebs-/Güterbahnhof Streckenende (Strecke außer Betrieb)                                                                      |                  | Saline                         | Saline                         |
| Tunnel (Strecke außer Betrieb) |                  | Tunnel                         | 177 m                          |
| Dienststation / Betriebs- oder Güterbahnhof (Strecke außer Betrieb) |                  | Umspannbahnhof und Lokschuppen | Umspannbahnhof und Lokschuppen |
| Betriebs-/Güterbahnhof Streckenende (Strecke außer Betrieb) |                  | Kohlenschacht Nr. 7            | Kohlenschacht Nr. 7            |

Die Tollwitz-Dürrenberger Eisenbahn war eine Kohleneisenbahn von Tollwitz nach Bad Dürrenberg und wurde am 15. September 1836 eröffnet. Sie hatte eine Spurweite von 585 mm und diente dem Transport von Braunkohle zur Beschickung der Siedeöfen der Saline Dürrenberg, aber auch zum Abtransport der Asche. Sie war die erste Eisenbahn in der damaligen preußischen Provinz Sachsen.

## Geschichte

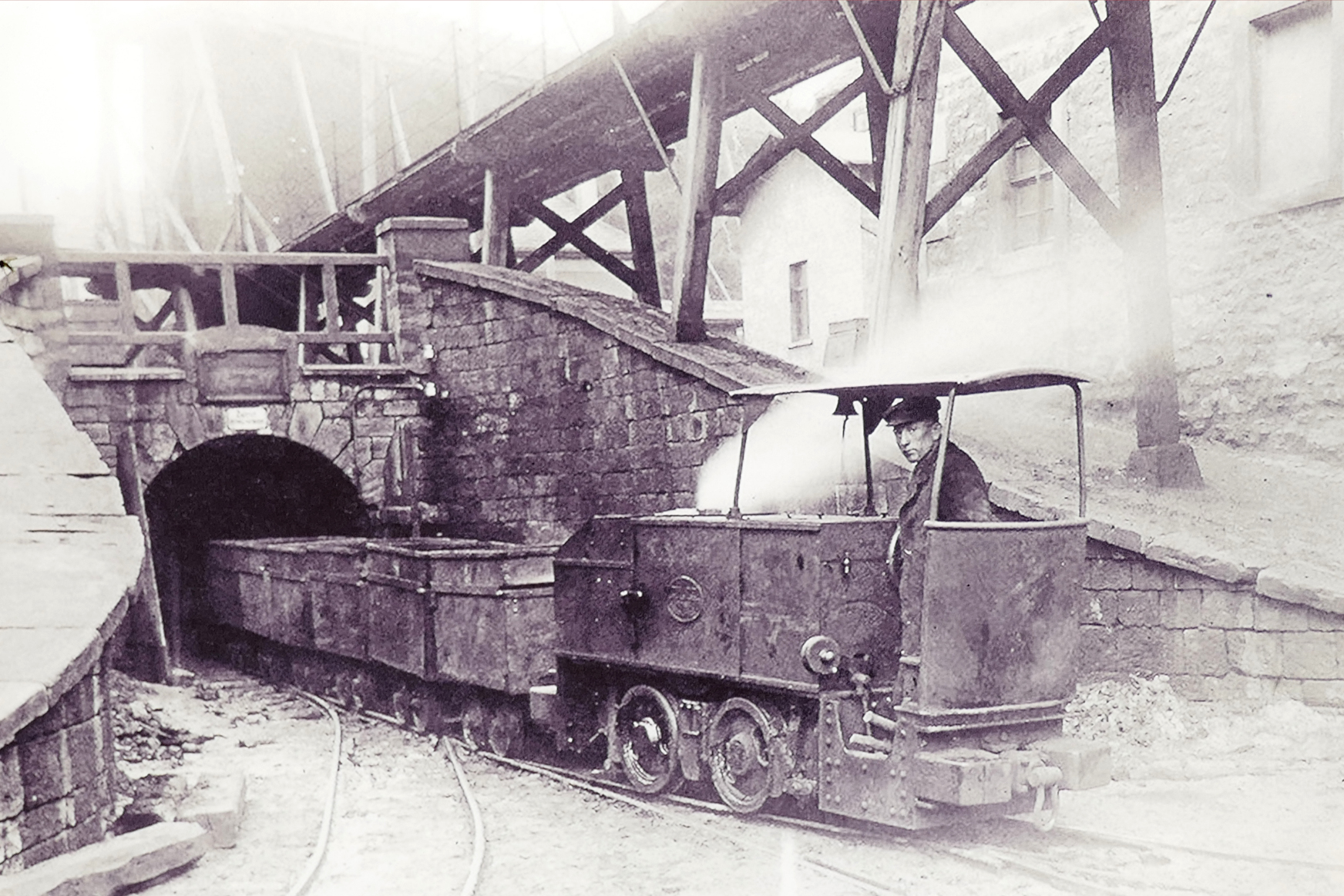
Benzollok (vor 1935)

Bis zum Jahre 1906 wurde der Betrieb ausschließlich mit Pferden abgewickelt. Erst als die Saline ein eigenes Elektrizitätswerk, angetrieben durch die Wasserkraft der Saale, eröffnete, wurde auf Betrieb mit Lokomotiven umgestellt. Durch das eigene Kraftwerk konnte nun auch die Bahn elektrisch versorgt werden. Es wurde eine Fahrleitung errichtet, durch die Elektrolokomotiven mit 500 V Gleichspannung gespeist wurden. Wegen des geringen Lichtraumprofils wurde jedoch die Strecke durch den Tunnel nicht mit Oberleitung versehen, hier dienten eine Diesel- sowie eine Akku-Lokomotive als Betriebsmittel. Es wurde eine oberirdische Strecke zur Saline eingerichtet.
Der letzte Betriebstag der Gesamtstrecke war der 1. August 1935. Seit diesem Zeitpunkt verkehrte die Kohlenbahn noch bis zum Jahr 1963 innerhalb des Salinengeländes, welches 1938 zum Teil mit einer elektrischen Oberleitung versehen wurde.

## Bauwerke

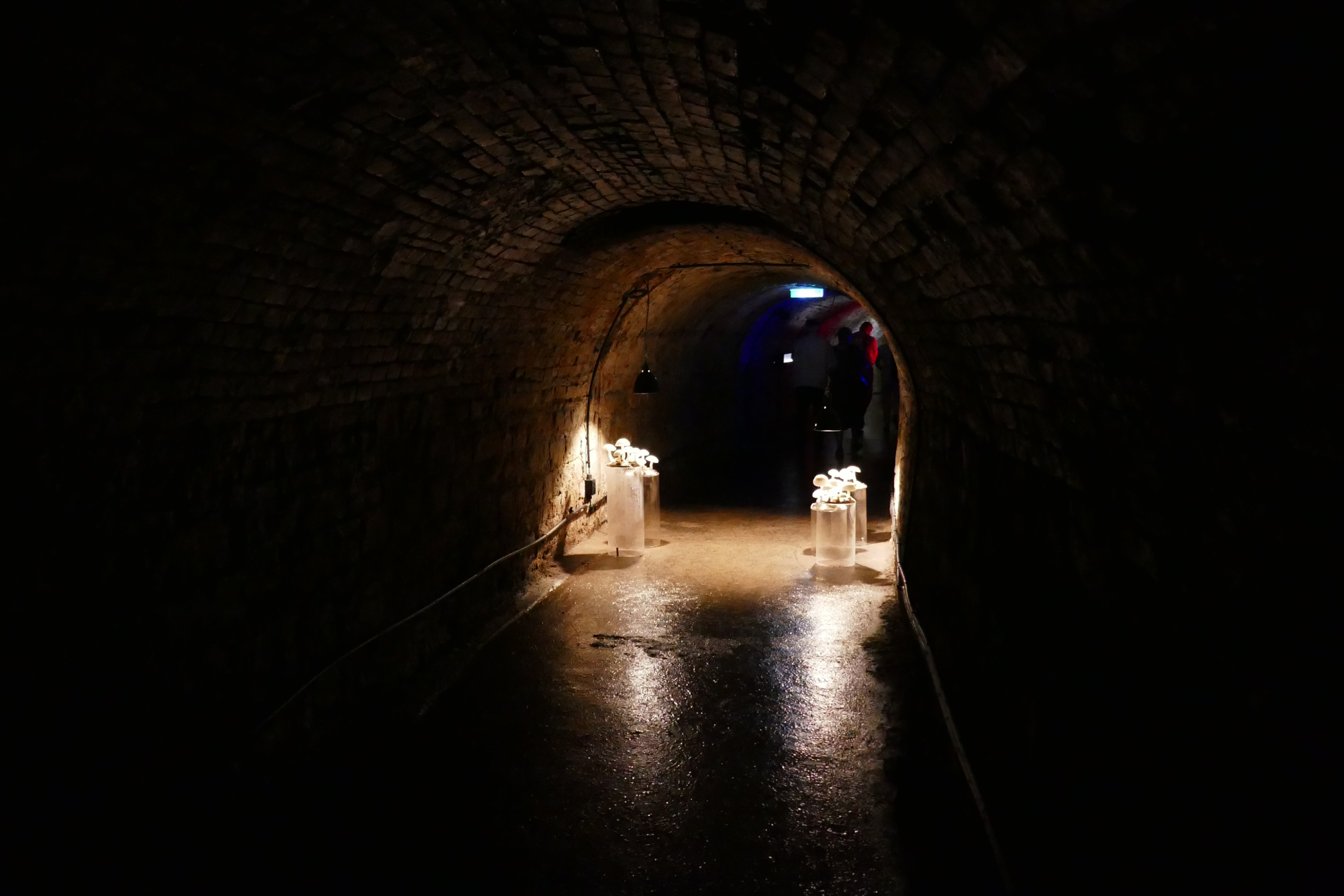
Tunnel

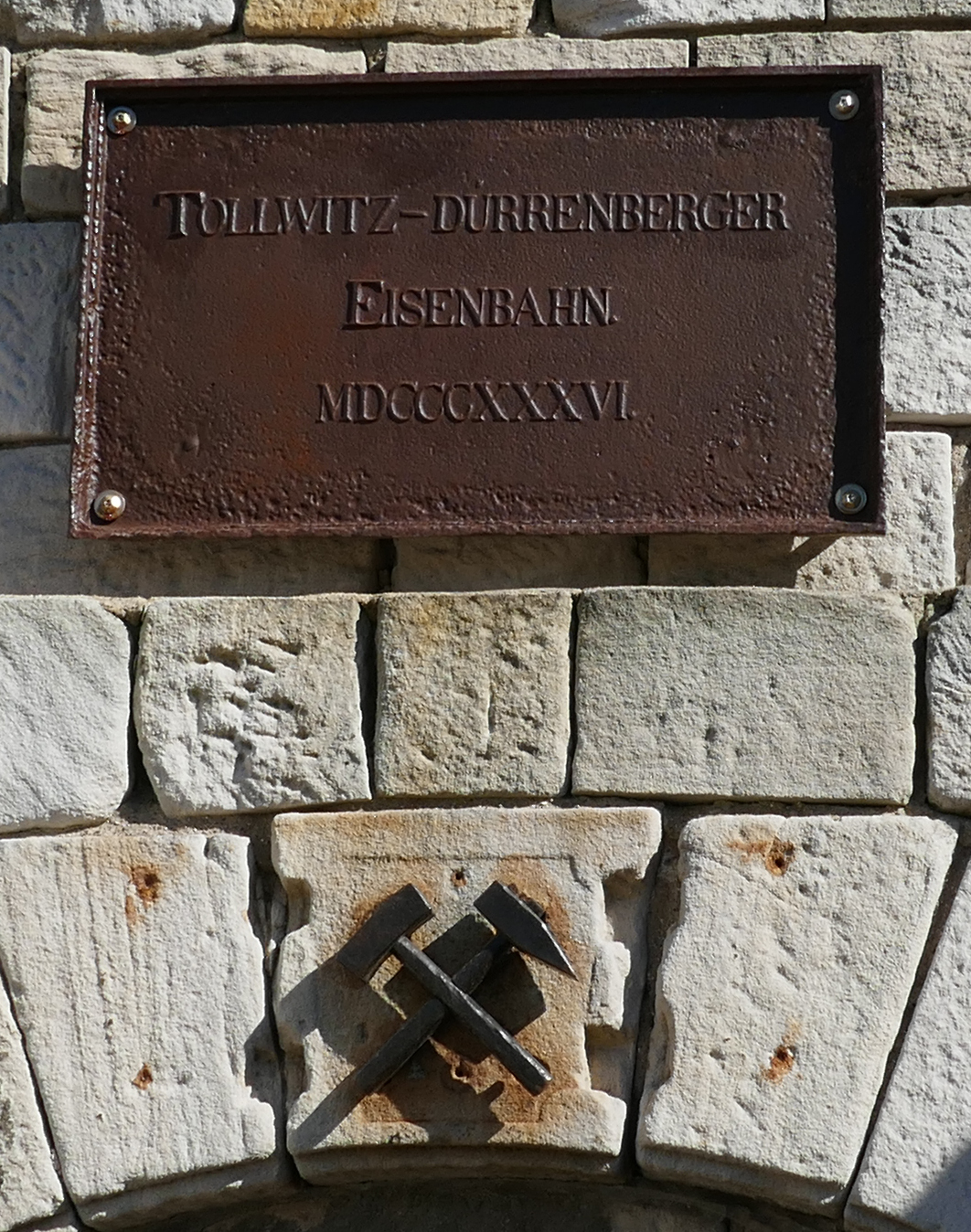
Tunneleingang

Überregionale Bekanntheit erlangte die Tollwitz-Dürrenberger Eisenbahn durch ihre teilweise spektakulären Ingenieurbauten, wie den ersten, nach heutigem Maß 177 Meter langen Tunnel an der Einfahrt zum Salinengelände, damals bezeichnet als „unterirdischer gewölbter Weg“. An der tiefsten Stelle lag der Stollen 5 Meter unter der Erdoberfläche.  Dieser Tunnel war der erste deutsche Eisenbahntunnel überhaupt. Am westlichen Tunnelportal befand sich das Symbol „Schlägel und Eisen“ sowie das Schild „Tollwitz-Dürrenberger Eisenbahn MDCCCXXXVI“, welches heute noch im Borlachmuseum zu sehen ist. Außerdem war eine circa 150 Meter lange, gemauerte Bogenbrücke vorhanden. Dieses Viadukt überspannte die Salinestraße und führte die Strecke hin zum Ascheplatz.
Heute noch erhalten:
- Tunnel (fast vollständig)
- Lokschuppen (heute umgebaut zum Wohnhaus)
- Gewölbebogen des steinern Viadukt
- Bahndamm Ortsausgang Bad Dürrenberg
- Gleisreste im Bereich Apothekerberg / Tunnelausgang
- Widerlager Brücke Salinenstraße

## Fahrzeuge
Triebfahrzeuge:

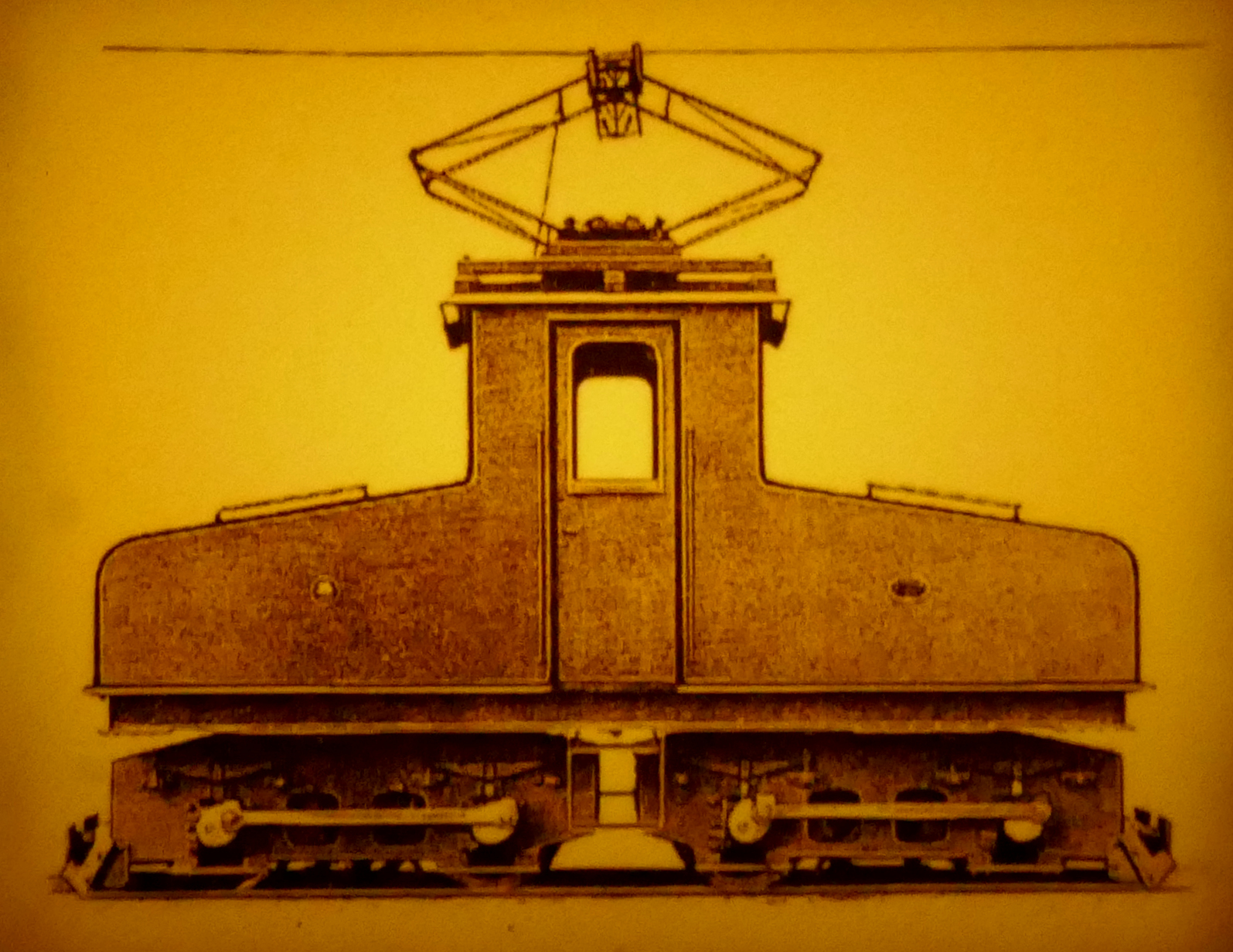
Elektrolok BMAG 1921/7318 (vor 1935)

- Deutz FNr. 6281/1922, Typ ML132 R, B, 1435 mm; 29. Dezember 1922 geliefert an Staatl. Salzamt, Dürrenberg
- AK FNr. ?/1906, B-el, 585 mm; neu geliefert an Königliches Salzamt Dürrenberg, Grube Tollwitz-Saline Dürrenberg
- AK FNr. ?/1906, B-el, 585 mm; neu geliefert an Königliches Salzamt Dürrenberg, Grube Tollwitz-Saline Dürrenberg
- BMAG FNr. 7318/1921 (MSW 95), Typ mech. Teil, B'B'-el, 585 mm; neu geliefert an Salzamt Dürrenberg
- Deutz FNr. 6359/1923, Typ ML122 F, B, 585 mm; 12. Januar 1923 geliefert an Staatl. Salzamt, Dürrenberg

## Erwähnenswertes

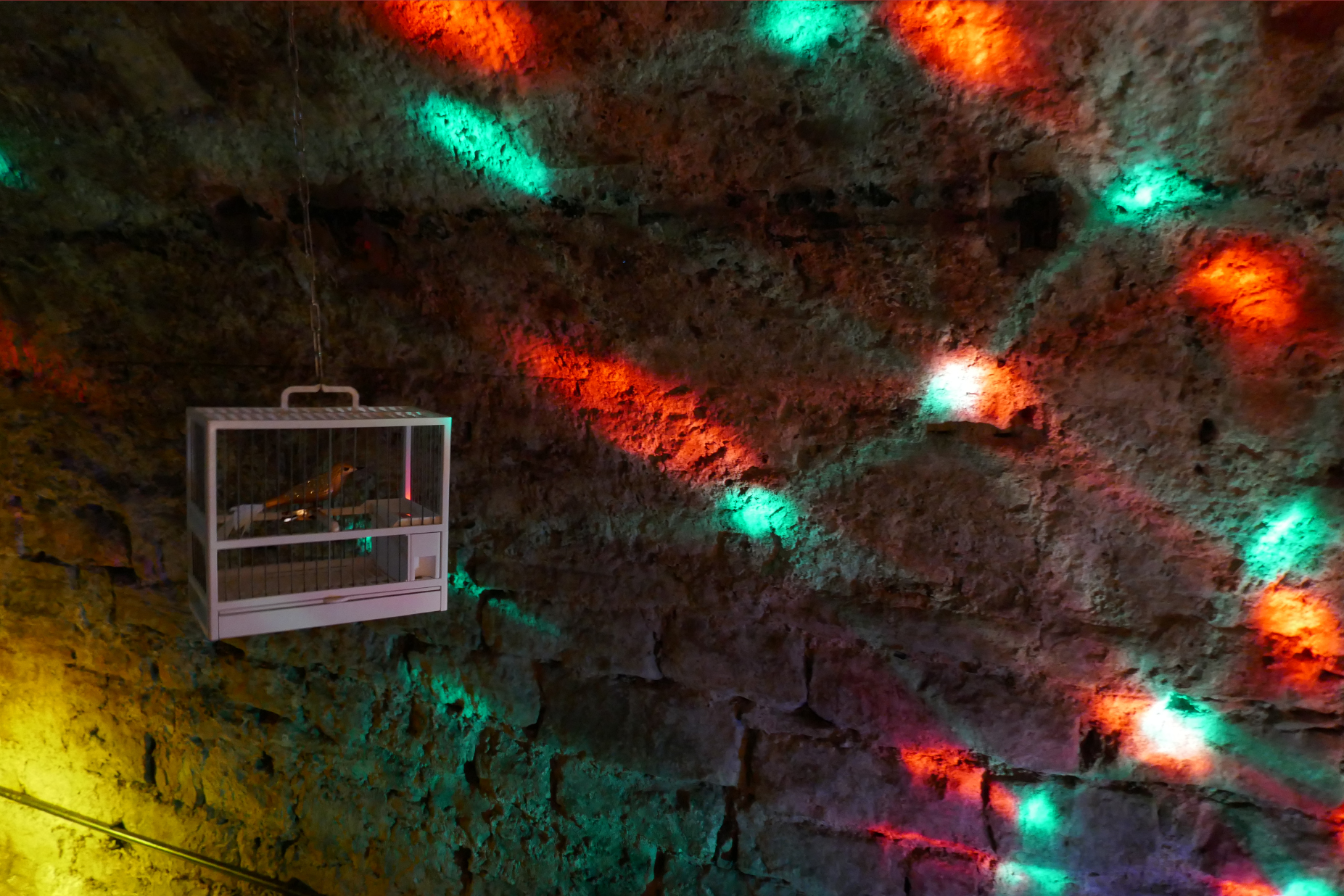
Kohlenbahntunnel medial als Vogelstollen inszeniert

Zur Erinnerung an diese Bahn und anlässlich 180 Jahre Kohleneisenbahn Tollwitz – Bad Dürrenberg am 15. September 2016 gab es einen exklusiven Sonderstempel der Deutschen Post. Dazu wurde auch ein Umschlag aufgelegt, welcher als Zudruck ein Motiv aus der Saline Bad Dürrenberg trägt.
Im Rahmen der Landesgartenschau in Bad Dürrenberg wurde der Tunnel öffentlich zugänglich gemacht und mit einer medialer Lichtanlage im sogenannten Vogelstollen versehen. Vögel dienten in früheren Jahren als Indikator für den im Tunnel vorhandenen Sauerstoff. Als der Zugang noch nicht verschlossen war, nutzte die örtliche Jugend diesen Teil des Tunnels heimlich als Diskothek, woran die Lichtanlage erinnern soll.